# S-300P
S-300P (russisch С-300П, NATO-Codename SA-10 Grumble und SA-20 Gargoyle) ist ein Langstrecken-Boden-Luft-Lenkwaffensystem, das in der Sowjetunion entwickelt wurde und heute unter anderem von den russischen Streitkräften verwendet wird. Es handelt sich um eine Variante des S-300-Flugabwehrraketensystems. Das System S-300P ist nicht mit dem System S-300W (NATO-Codename: SA-12A Gladiator, SA-12B Giant) zu verwechseln.

## Entwicklung
Der Ursprung der Entwicklung der S-300P basiert auf einer Studie vom MKB Strela (später Almas) aus dem Jahr 1966. Ziel dieser Studie war die Entwicklung eines gemeinsamen Boden-Luft-Lenkwaffensystems für die verschiedenen Teilstreitkräfte der Sowjetunion. Das projektierte System S-500U sollte sowohl bei den Luftverteidigungsstreitkräften als auch den Luftverteidigungstruppen der Bodenstreitkräfte und der Marine zum Einsatz kommen. Während der Entwicklung der S-500U sahen sich die Entwickler mit weit auseinanderklaffenden Bedürfnissen konfrontiert und die im Pflichtenheft aufgeführten Anforderungen konnten nur schwer in einem einheitlichen Flugabwehrsystem realisiert werden.:3 ff Schließlich wurde das Projekt S-500U im Jahr 1967 von Dmitri Ustinow gestoppt und für beendet erklärt. Daraufhin ließen die verschiedenen Teilstreitkräfte je ein auf ihre Bedürfnisse zugeschnittenes Flugabwehrsystem entwickeln. Das für die Luftverteidigungsstreitkräfte bestimmte System bekam die Bezeichnung S-300P, das für die Luftverteidigungstruppen der Bodenstreitkräfte S-300W und das für die Marine S-300F. Die Entwicklung der S-300P im Konstruktionsbüro Almas begann 1967. Das neue System sollte Anfang der 1980er-Jahre die Systeme S-25 (SA-1 Guild) und später S-75 (SA-2 Guideline) und S-125 (SA-3 Goa) ersetzen. Anhaltende Probleme bei der Entwicklung der verschiedenen Komponenten, insbesondere der Phased-Array-Radarsysteme führten zu großen Verzögerungen.:68–71 Schließlich wurden die ersten S-300PT-Systeme 1979 an die sowjetischen Luftverteidigungsstreitkräfte (PWO) ausgeliefert.:15 Im Jahr 1981 war die S-300PT schließlich operationell. Danach wurde das System stetig weiterentwickelt und modernisiert. Die mobile Ausführung S-300PS war 1985 einsatzbereit. Weiter folgte 1989 die verbesserte Ausführung S-300PM, welche als Übergangslösung bis zur Einführung der modernisierten S-300PM-1 entwickelt wurde. Im Jahr 1992 wurde die Version S-300PM-1 eingeführt. Dies ist eine tiefgreifend modernisierte Ausführung der S-300PS mit neuer Systemarchitektur sowie neuen Such- und Bekämpfungsalgorithmen. Weiter kommt auch ein neuer Lenkwaffentyp zum Einsatz. Die finale Ausführung S-300PM-2 wurde 1995 vorgestellt und wurde unter der Bezeichnung S-300PMU-2 Favorit-S primär für den Exportmarkt entwickelt. Als weitere Entwicklungsstufe ist das S-400-System anzusehen, welches auf den Komponenten der S-300PM-2 beruht. Das Nachfolgesystem der S-300P ist die S-350.

## Technik
Das S-300P dient zur Bekämpfung von Kampfflugzeugen und Marschflugkörpern in allen Höhen. Es kann mobil eingesetzt werden und ist allwetterfähig. Ab der Ausführung S-300PS können auch ballistische Raketen abgefangen werden. Weiter kann die S-300P auch gegen stationäre Bodenziele eingesetzt werden. Dabei soll mit der 5W55K-Lenkwaffe eine Schussdistanz von rund 120 km erzielt werden.
Primär existieren drei unterschiedliche Ausführungen des S-300P-Systems: Die auf einem Anhängersystem installierte Ausführung S-300PT sowie die selbstfahrende Ausführung S-300PS, installiert auf Lastkraftwagen. Die spätere Ausführung S-300PM basiert wiederum auf einem Anhängersystem. Bei allen Ausführungen sind sämtliche Systemkomponenten schnell verlegbar und straßenmobil. Das S-300P-System besteht im Groben aus den folgenden Komponenten: Einem Feuerleitradar, einem Überwachungsradar, einem Feuerleitstand, den Lenkwaffenstartern sowie weiteren Komponenten für den autonomen oder verbundenen Einsatz.

### Radare

#### Feuerleitradar

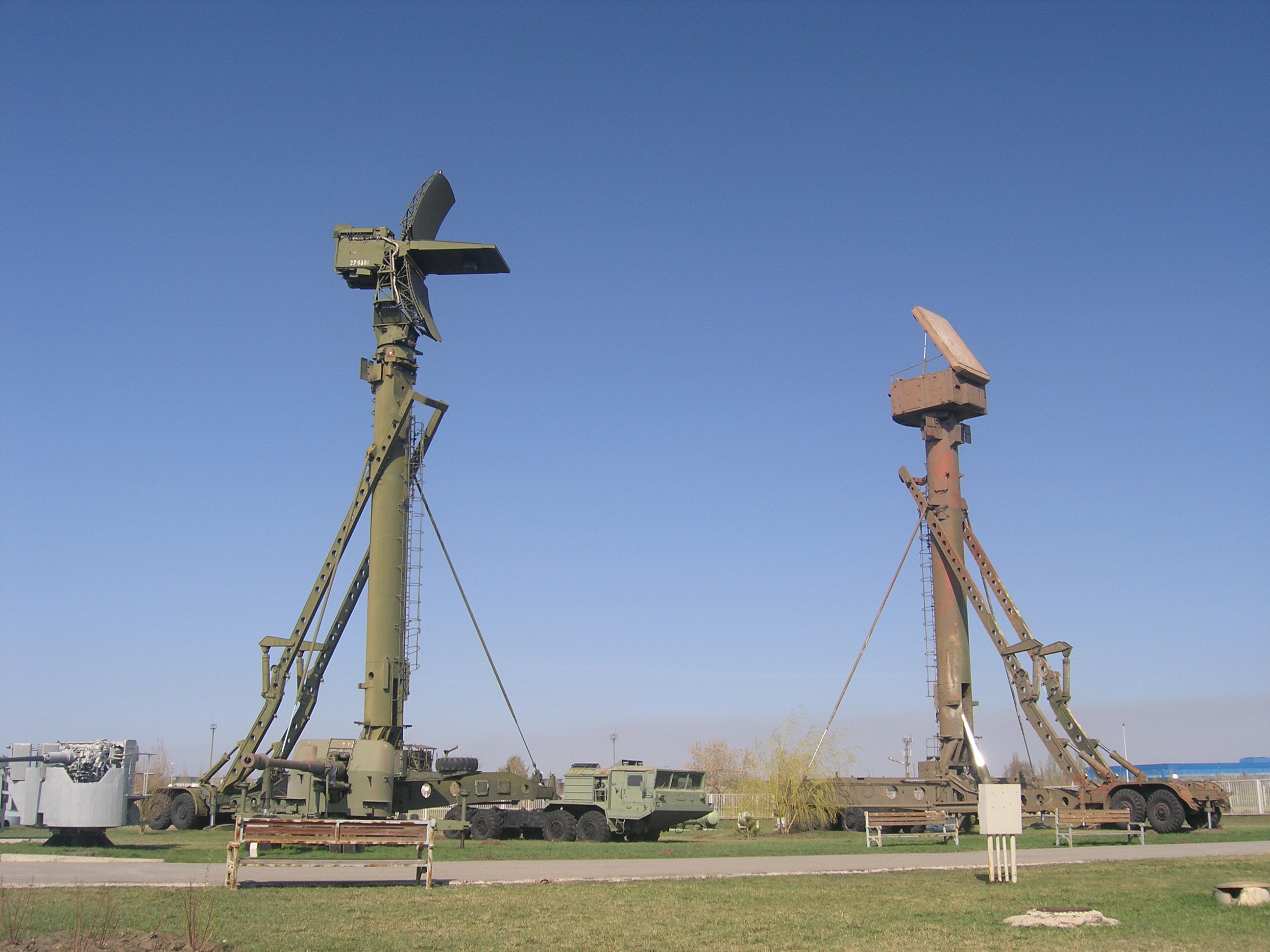
76N6-Radar (links) 30N6-Radar (rechts)

Das Feuerleitradar der Ausführung S-300PT trägt die Bezeichnung 5N63 und hat den NATO-Codenamen Flap Lid-A.:15 Das der Ausführung S-300PS wird 5N63S bezeichnet und hat den NATO-Codenamen Flap Lid-B. Weiter trägt es die Exportbezeichnung 30N6. Die Ausführung S-300PM verwendet das Feuerleitradar vom Typ 30N6-1 (NATO-Codenamen Tombstone). Bei den Ausführungen S-300PM-1/2 kommt das verbesserte 36N85-Feuerleitradar zum Einsatz (NATO-Codenamen Tombstone). Alle Feuerleitradar-Typen verwenden Phased-Array-Antennen mit einer Fläche von etwa 2,75 m² und sind mit rund 16.000 Phasenschiebern bestückt. Die Antennen funktionieren nach dem Prinzip der passiven, frequenzgesteuerten Phased-Array-Antennen (PESA). Während das 5N63-Feuerleitradar mit einer Frequenz von 3 bis 8 GHz arbeitet, kommt bei dem 5N63S-Feuerleitradar ein Frequenzbereich von 2 bis 3 GHz zur Anwendung. Das 30N6-1-Feuerleitradar der S-300PM arbeitet in einem Frequenzbereich von rund 3 GHz. Beim 36N85-Feuerleitradar der S-300PM-1/-2 kommt ein Frequenzbereich von 2 bis 3 GHz zur Anwendung. Die Feuerleitradare verfügen über eine Freund-Feind-Erkennung (IFF) und haben eine Reichweite von 100 bis 300 km (je nach Version).:61 Zur besseren Erfassung von tieffliegenden Zielen kann das Radar auf den 15 m hohen 40W6-Antennenmast aufgesetzt werden.

#### Überwachungsradar

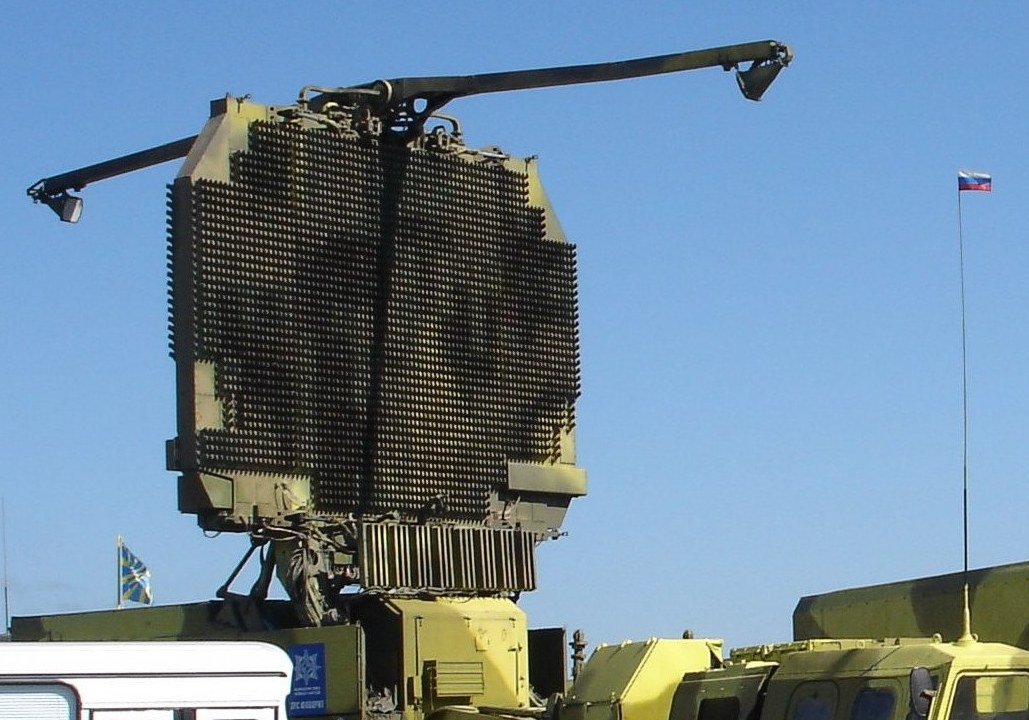
64N6-Überwachungsradar

Im verbundenen Einsatz kommt bei der Ausführung S-300PT das Überwachungsradar 5N64K zum Einsatz. Dieses trägt den NATO-Codenamen Big Bird-A.:36–39 Bei der Ausführung S-300PS wird dieses Radar als 5N64 bezeichnet (NATO-Codenamen Big Bird-B). Ab der S-300PM kommt das modifizierte Überwachungsradar vom Typ 64N6 zum Einsatz. Dieses wird von der NATO als Big Bird-C/D bezeichnet. Alle Überwachungsradar-Typen verwenden doppelseitige Phased-Array-Antennen mit einem Hornstrahler. Die Antennenfläche hat rund 3.500 Phasenschieber pro Seite und ist rund 30 % größer als die des AN/SPY-1-Multifunktionsradars auf den Kreuzern der Ticonderoga-Klasse.:36–39 Auch die Antenne dieser Überwachungsradare funktionieren nach dem Prinzip der passiven, frequenzgesteuerten Phased Array Antennen (PESA). Die Überwachungsradare arbeiten in einem Frequenzbereich von 2 bis 6 GHz. Das Radarsystem verfügt über eine Freund-Feind-Erkennung (IFF) und weist eine Reichweite von über 300 km auf. Ein Flugziel mit einem Radarquerschnitt von 0,4 m² kann auf eine Distanz von 127 km geortet werden. Das Radar kann gleichzeitig 300 Ziele detektieren und 100 davon begleiten. Die Überwachungsradare kommen auf Regimentsebene in Zusammenarbeit mit einem zentralen Feuerleitstand zum Einsatz.
Wird das S-300P-System autonom als einzelne Batterie eingesetzt, wird das Überwachungsradar 5N59 (ST-68M) eingesetzt,:67 das den NATO-Codenamen Tin Shield trägt. Modernere Ausführungen dieses Radars werden als 36D6 und ST-68UM bezeichnet. Das ST-68-Radar arbeitet in einem Frequenzbereich von 2 bis 7 GHz und hat je nach Ausführung eine Reichweite von 70 bis 150 km. Zur besseren Erfassung von tieffliegenden Zielen kann das Radar auf den 15 m hohen 40W6-Antennenmast aufgesetzt werden. Bei der Ausführung S-300PM-2 kommt im autonomen Einsatz das 96L6-Radar (NATO-Codenamen Cheese Board) zum Einsatz. Dieses ist ein Allwetter-3D-Überwachungs- und Zielverfolgungsradar und hat eine Erfassungsreichweite von 5 bis 300 km. Es kann zeitgleich bis zu 100 Ziele mit einer Geschwindigkeit zwischen 30 und 2800 m/s begleiten und arbeitet mit Wellenlängen im Zentimeterbereich, in einem Frequenzbereich von 4 bis 6 GHz. Das Radar ist auf einem MZKT-7930-LKW installiert. Auch dieses Radar kann auf den 40W6M- oder 40W6MD-Antennenmast aufgesetzt werden.

#### Tieffliegerradar
Zur Erfassung und Verfolgung von tieffliegenden Zielen wie Marschflugkörper kommt mit der S-300P das 5N66-Radar (76N6) zur Anwendung.:65 Dieses trägt den NATO-Codenamen Clam Shell. Eine modernere Ausführungen dieses Radars wird als 76N6M bezeichnet. Das 76N6-Radar ist ein frequenzmodulierendes Dauerstrichradar (Frequency-Modulated Continuous Wave = FMCW). Die Radarantenne ist entweder auf dem 23,80 m hohem 40W6M-Antennenmast oder auf dem 38,80 m hohen 40W6M2-Antennenmast montiert. Das 5N66-Radar arbeiten in einem Frequenzbereich von 3,5 bis 4 GHz und hat eine Reichweite von über 120 km. Bei der Ausführung S-300PM-2 wird zur Tieffliegererfassung das 96L6-Radar (NATO-Codenamen Cheese Board) verwendet (siehe oben).

### Feuerleitstand
Mit dem S-300P-System kommt auf Stufe Regiment ein zentraler Feuerleitstand zum Einsatz. Bei der S-300PT wird dieser als 5N83 / 5K56 bezeichnet. Bei der Ausführung S-300PS trägt er die Bezeichnung 5N83S / 5K56S. Ab den späteren Ausführungen S-300PM/PM-1/PM-2 wird der Feuerleitstand 83M6 / 54K6 bezeichnet. Der Feuerleitstand ist direkt an das Überwachungs- und Zielverfolgungsradar angebunden. Aus dem Feuerleitstand führen die Bediener den Feuerkampf, wobei sie auch Anweisungen von einem übergeordneten Gefechtsstand erhalten können. In Zusammenarbeit mit dem Überwachungs- und Zielverfolgungsradar können zeitgleich 300 Flugziele detektiert und von diesen 100 begleitet werden. Von diesen können wiederum 36 Ziele an die Batterien (sechs pro Batterie) zur Bekämpfung weitergegeben werden. Der Feuerleitstand kann die Feuerkampfführung von sechs S-300P-Batterien koordinieren. So kann ein S-300P-Regiment mit sechs Batterien zeitgleich 72 Lenkwaffen gegen 36 Luftziele zum Einsatz bringen. Der Feuerleitstand verfügt über umfangreiche Kommunikationseinrichtungen, die es dem Kampfführungspersonal erlauben, mit verschiedenen Aufklärungs- und Führungssystemen zu kommunizieren.
Der Feuerleitstand führt folgende Aktionen aus:
- Kontrolle und Überwachung der Radare der Batterie
- Akquisition, Identifikation, Verfolgung der Luftziele
- Freund-Feind-Erkennung (IFF)
- Prioritätszuweisung der einzelnen Luftziele und die Weitergabe der gefährlichsten an die Feuerleitradare der Batterie
- Kontrolle und Koordination der elektronischen Gegenmaßnahmen
- Koordination der Batterie im autonomen oder verbundenen Einsatz
- Datenaustausch mit benachbarten Einheiten sowie der übergeordneten Stufe

### Lenkwaffenstarter

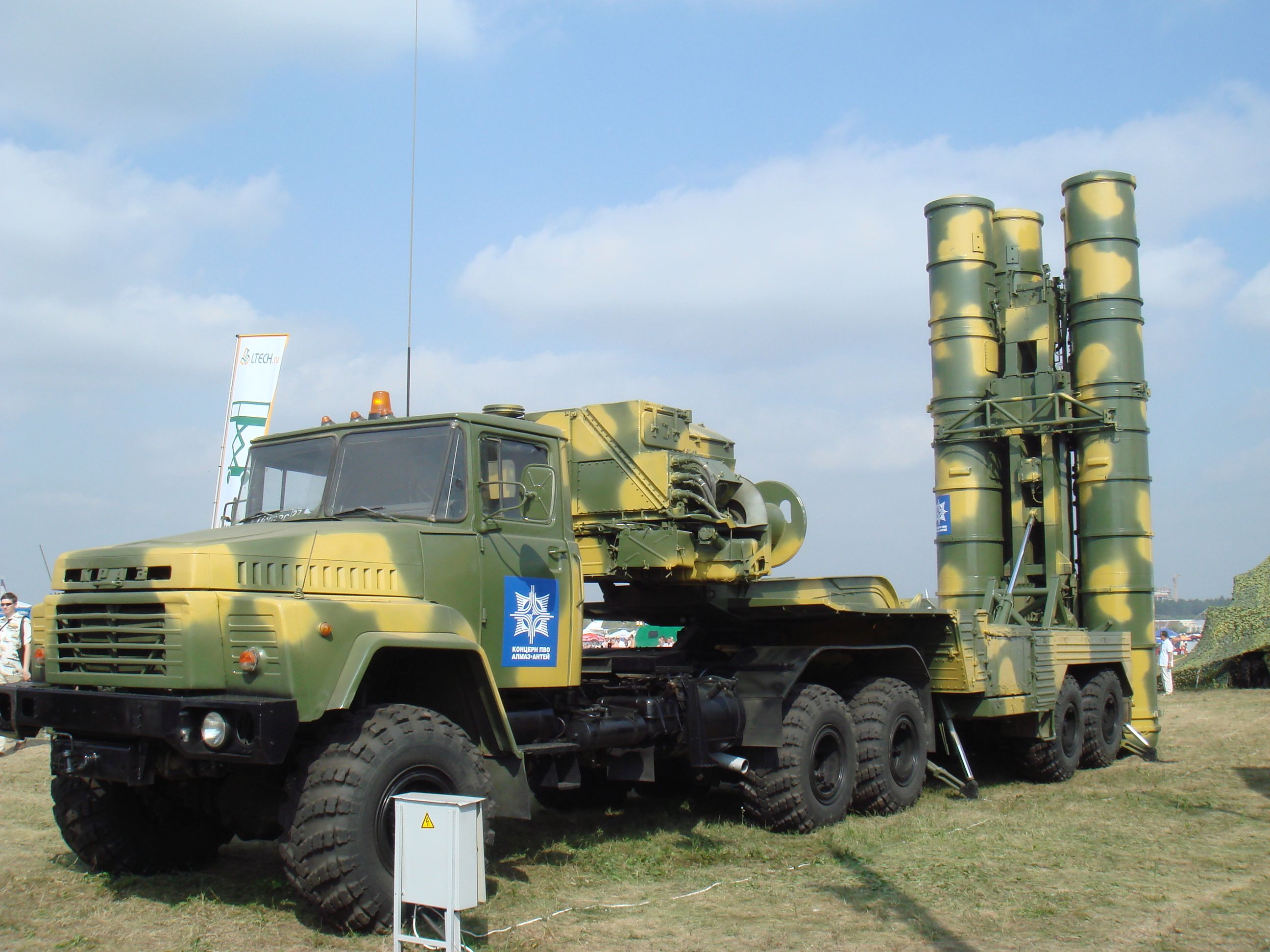
Startfahrzeug S-300PMU-2 Favorit auf Basis eines KrAZ-6446

Bei der ersten Ausführung S-300PT kommen die Lenkwaffenstarter vom Typ 5P851 zur Anwendung.:16 ff Sie tragen je vier Flugabwehrraketen, die in geschlossenen und wartungsfreien Containern transportiert werden. Dieser Lenkwaffenstarter ist auf einem Anhänger installiert und wird von einem Lastkraftwagen gezogen. In der Stellung wird der Werfer vom Lastkraftwagen abgekoppelt. Die Stromversorgung erfolgt über Kabel vom Zugfahrzeug oder von einem externen Stromerzeugungsaggregat. Die Datenübertragung erfolgt über Kupferkabel. Bei der Ausführung S-300PS sind die vier Lenkwaffencontainer auf geländegängigen 8×8-Lkws MAZ-7910 installiert. Diese Transport- und Startfahrzeuge tragen die Bezeichnungen 5P85S und 5P85D. Die Fahrzeuge benutzen zur Datenübertragung untereinander ausfahrbare Antennen. Ab der späteren Ausführung S-300PM sind die vier Lenkwaffencontainer auf einem Anhänger vom Typ 5P85T installiert. Das Zugfahrzeug muss für den Lenkwaffenstart nicht mehr abgekoppelt werden und die Stromversorgung erfolgt durch ein auf dem Anhänger untergebrachtes Stromerzeugungsaggregat. Optional kann bei den Ausführungen S-300PM-1/-2 auch das auf dem MAZ-7910 basierende 5P85SM-Startfahrzeug verwendet werden. Die Datenübertragung erfolgt mit ausfahrbaren Antennen. Um die Lenkwaffenstarter feuerbereit zu machen, werden die Lenkwaffencontainer aus der horizontalen Transportposition in die Vertikale angestellt und auf den Boden aufgesetzt.:16,19

### Lenkwaffen
Die 5W55-Lenkwaffen werden in versiegelten, vor Witterungseinflüssen schützenden Transport- und Startbehältern aus dem Herstellungswerk geliefert. Die Lenkwaffen können ohne Kontrolle zehn Jahre in den zylinderförmigen Behältern transportiert und gelagert werden. Zu Kontrollzwecken besitzen die Lenkwaffen einen eingebauten elektronischen Selbsttest, der durch das Bedienungspersonal an einem Kontrollkasten an den Startbehältern durchgeführt werden kann.:16,19 Jeweils vier Transport- und Abschussbehälter sind auf einem Startfahrzeug installiert. Die Lenkwaffen werden vertikal gestartet. Mittels eines Katapults werden die Lenkwaffen aus den Transport- und Abschussbehältern auf eine Höhe von 20–30 m geschleudert. Erst dort zündet das Feststoffraketentriebwerk der Lenkwaffe.:184 ff Das minimale Startintervall beträgt 3 Sekunden. Nach dem Start beschleunigen die Lenkwaffen mit einem Lastvielfachen von bis zu 31 g. Das Feststoffraketentriebwerk hat eine Brenndauer von 11 bis 12 Sekunden und beschleunigt die Rakete auf 1.700 bis 1.850 m/s. Danach erfolgt der weitere Flug antriebslos. In einer Flughöhe von 25.000 m, bei einer Flugdistanz zwischen 27 und 75 km, beträgt die Geschwindigkeit der Lenkwaffe noch 1.040 bis 1.560 m/s. In niedrigen Höhen können die Lenkwaffen Flugmanöver mit einer maximalen Querbelastung von 18 g durchführen. In Höhen über 20.000 m sinkt die Belastungsgrenze auf 3 bis 7 g. Die Lenkwaffen haben einen typisch zylinderförmigen Rumpf und sind in vier Sektionen aufgeteilt: Hinter der Lenkwaffenspitze befinden sich der Suchkopf, die Elektronik und der Näherungszünder. Unmittelbar dahinter ist der 5Sch93-Splittergefechtskopf untergebracht. Dieser erzeugt bei der Detonation 21.900 Fragmente zu je 2,5 Gramm. Anschließend folgt das einstufige Feststoffraketentriebwerk. Im Heck sind die Aktuatoren sowie die Strahlruder für die Schubvektorsteuerung untergebracht. Ebenso befinden sich am Heck vier trapezförmige Steuerflächen.:64
Die neueren 48N6-Lenkwaffen ähneln den 5W55-Lenkwaffen, sind aber mit neuer Elektronik, einem leistungsfähigeren Feststoffraketentriebwerk und vergrößerten Steuerflächen ausgerüstet. Weiter wurde der Sprengkopf vergrößert und für die Bekämpfung ballistischer Raketen optimiert. So ist die 48M6D-Lenkwaffe mit einem 143 kg schweren bidirektionalen Sprengkopf bestückt. Eine Weiterentwicklung dieser Lenkwaffe, die 48N6DM kommt mit dem S-400-System zum Einsatz.
Die Ausführung S-300PT verwendet primär die 5W55K-Lenkwaffe (W-500K) mit einer Reichweite von 47 km. Dieser Lenkwaffentyp wird mit einer Kommandolenkung zum Ziel gesteuert. Später kamen mit der S-300PT-1 die verbesserten Lenkwaffentypen 5W55KD und 5W55P mit einer Reichweite von 75 km zum Einsatz. Weiter existierte die Ausführung 5W55S (W-500S) mit einem Nukleargefechtskopf mit einer variablen Sprengkraft von 0,1 bis 5 kT.
Die Ausführung S-300PS verwendet primär die 5W55R-Lenkwaffe (W-500R) mit einer Reichweite von 75 km. Bei diesem Lenkwaffentyp kommt das Prinzip der halbaktiven Radar-Zielsuchlenkung mit Track-via-Missile zum Einsatz. Weiter existiert der Lenkwaffentyp 5W55WM mit einem passiven Radarsuchkopf und die 5W55S-Lenkwaffe (W-500S) mit Nukleargefechtskopf.
Mit der Ausführung S-300PM kommen Primär die 5W55RD-Lenkwaffen mit einer Reichweite von 92 km zum Einsatz. Weiter existieren für die S-300PM die Exportlenkwaffe 5W55RUD sowie die 5W55PM-Lenkwaffe mit einem passiven Radarsuchkopf.
Die Ausführung S-300PM-1 verwendet die 48N6-Lenkwaffe mit einer Reichweite von 150 km. Die Exportbezeichnung lautet 48N6E. Weiter können auch die älteren Lenkwaffen 5W55RUD sowie die 5W55PM eingesetzt werden.
Die Ausführung S-300PM-2 verwendet die 48N6D-Lenkwaffe, welche für die Bekämpfung von ballistischen Raketen optimiert ist. Sie hat eine Reichweite von 200 km und trägt die Exportbezeichnung 48N6E2.

### Übersicht Lenkwaffen
Technische Daten:61 ff
| System              | S-300PT                                      | S-300PS                              | S-300PM                              | S-300PM-1                            | S-300PM-2                            |
| ------------------- | -------------------------------------------- | ------------------------------------ | ------------------------------------ | ------------------------------------ | ------------------------------------ |
| Lenkwaffe           | 5W55K (W-500K)                               | 5W55R (W-500R)                       | 5W55RD                               | 48N6                                 | 48N6D                                |
| Länge               | 7,11 m                                       | 7,11 m                               | 7,11 m                               | 7,50 m                               | 7,50 m                               |
| Rumpfdurchmesser    | 514 mm                                       | 508 mm                               | 514 mm                               | 519 mm                               | 519 mm                               |
| Flügelspannweite    | 1.124 mm                                     | 1.118 mm                             | 1.124 mm                             | 1.134 mm                             | 1.134 mm                             |
| Masse               | 1.612 kg                                     | 1.601 kg                             | 1.625 kg                             | 1.800 kg                             | 1.835 kg                             |
| Antrieb             | 1 Stufe, Feststoff                           | 1 Stufe, Feststoff                   | 1 Stufe, Feststoff                   | 1 Stufe, Feststoff                   | 1 Stufe, Feststoff                   |
| Gefechtskopf        | 133-kg-Splittergefechtskopf                  | 133-kg-Splittergefechtskopf          | 133-kg-Splittergefechtskopf          | 145-kg-Splittergefechtskopf          | 143-kg-Splittergefechtskopf          |
| Zünder              | Aufschlag- und Radar-Näherungszünder         | Aufschlag- und Radar-Näherungszünder | Aufschlag- und Radar-Näherungszünder | Aufschlag- und Radar-Näherungszünder | Aufschlag- und Radar-Näherungszünder |
| Fluggeschwindigkeit | über 1.800 m/s                               | über 1.800 m/s                       | über 1.800 m/s                       | über 2.000 m/s                       | über 2.000 m/s                       |
| Vernichtungszone    | 7–47 km                                      | 5–75 km                              | 5–92 km                              | 5–150 km                             | 3–200 km                             |
| Einsatzhöhe         | 25–25.000 m                                  | 25–25.000 m                          | 25–27.000 m                          | 10–27.000 m                          | 10–25.000 m                          |
| Lenksystem          | Trägheitsnavigation + Funkkommando-Steuerung | Trägheitsnavigation + SARH + TVM     | Trägheitsnavigation + SARH + TVM     | Trägheitsnavigation + SARH + TVM     | Trägheitsnavigation + SARH + TVM     |

## Versionen

### S-300PT Birjusa
Diese erste Ausführung der S-300P wurde 1979 eingeführt. Dieser auf einem Anhängersystem installierte Lenkwaffenkomplex ist für den Einsatz in ortsfesten Stellungen konzipiert. Eine komplette Batterie trägt die Bezeichnung 5Sch15. Das 5N63-Feuerleitradar kann gleichzeitig sechs Lenkwaffen gegen drei Ziele steuern. Die maximale Einsatzdistanz beträgt 47 km. S-300PT verwendet die Lenkwaffen vom Typ 5W55K. Der Systemindex der russischen Streitkräfte lautet 70R6. Der NATO-Codename der S-300PT lautet SA-10A Grumble.

### S-300PT-1

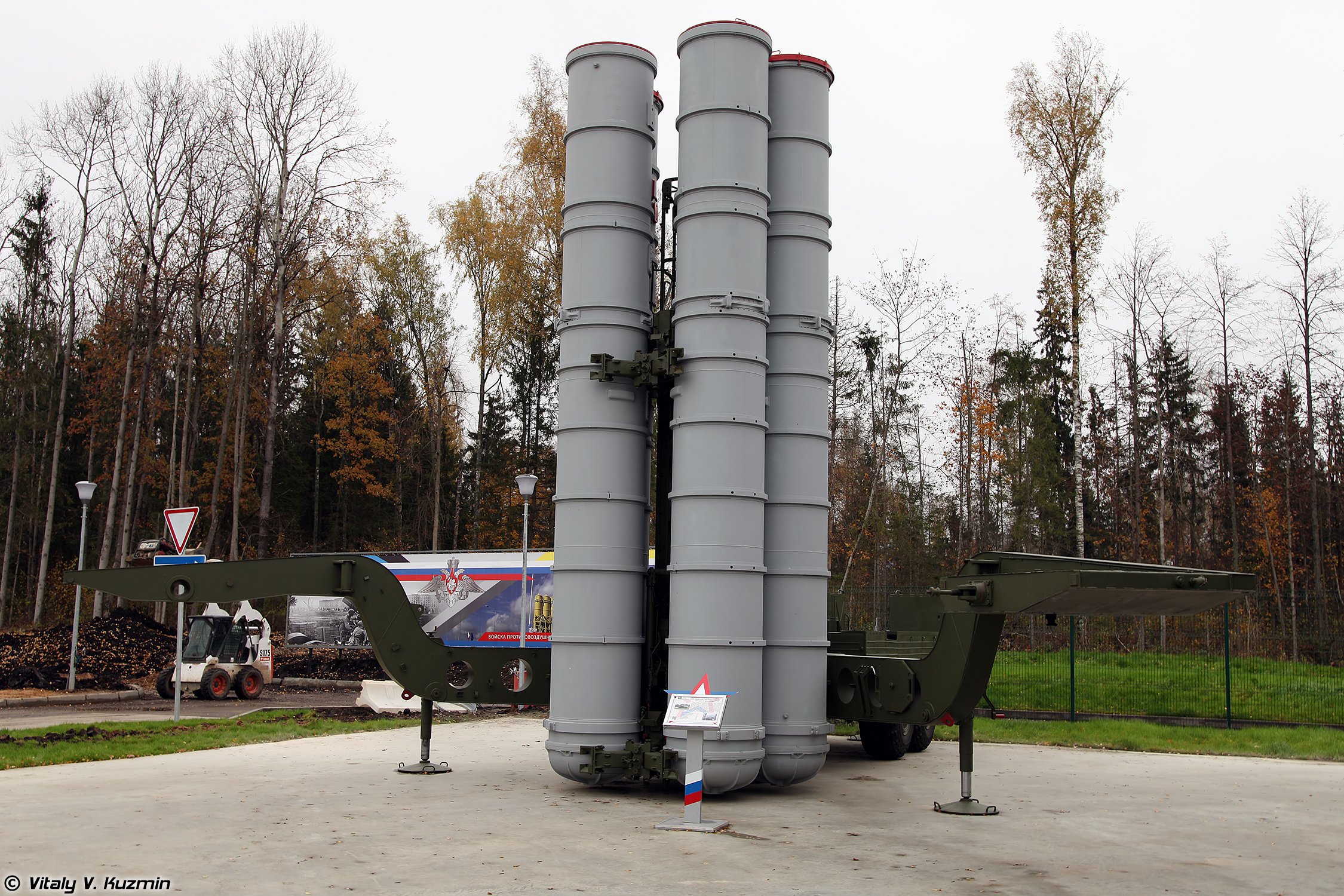
5P851-Lenkwaffenstarter der S-300PT

Diese verbesserte Ausführung wurde 1983 eingeführt. Sie entstand parallel zur S-300PS und ist mit dessen neueren Elektronik ausgerüstet. Die S-300PT-1 ist für den verbundenen und autonomen Einsatz in unvorbereiteten Stellungen ausgelegt. Das verbesserte 5N63-Feuerleitradar kann gleichzeitig 12 Lenkwaffen gegen sechs Ziele steuern. Die maximale Einsatzdistanz beträgt 75 km. Die Standard-Lenkwaffe ist der Typ 5W55R. Der Systemindex der russischen Streitkräfte lautet 70R6-1.

### S-300PT-1A
Bei der S-300PT-1A handelt es sich um eine modernisierte Ausführung der S-300PT-1. Neben verschiedenen Verbesserungen kommen die 5P851A-Lenkwaffenstarter zum Einsatz, die über ein eigenes Stromerzeugungsaggregat verfügen. Alle früheren S-300PT-Systeme wurden auf diesen Stand nachgerüstet. Die Standard-Lenkwaffe ist der Typ 5W55R.

### S-300PS

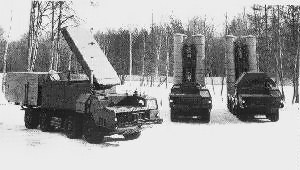
S-300PS

Bei der S-300PS handelt es sich um die auf MAZ-7910-Lastkraftwagen installierte selbstfahrende Ausführung. Sie wurde 1985 eingeführt und ab diesem Zeitpunkt mit der Bezeichnung S-300PMU exportiert. Gegenüber den Vorgängermodellen kommt bei dieser Ausführung eine neue Systemarchitektur mit dem moderneren 5E266-Zentralrechner zur Anwendung. Das 5N63S-Feuerleitradar kann gleichzeitig 12 Lenkwaffen gegen sechs Ziele steuern. Die maximale Einsatzdistanz beträgt 75 km. Ebenso können die späteren Ausführungen der S-300PS ballistische Kurzstreckenraketen bekämpfen. Diese können bis zu einer maximalen Fluggeschwindigkeit von 1200 m/s auf eine Distanz von 30 km bekämpft werden. Die Standard-Lenkwaffe ist der Typ 5W55R. Der Systemindex der russischen Streitkräfte lautet 75R6. Eine komplette Batterie trägt die Bezeichnung 5Sch15S. Der NATO-Codename der S-300PS lautet SA-10B Grumble.

### S-300PM

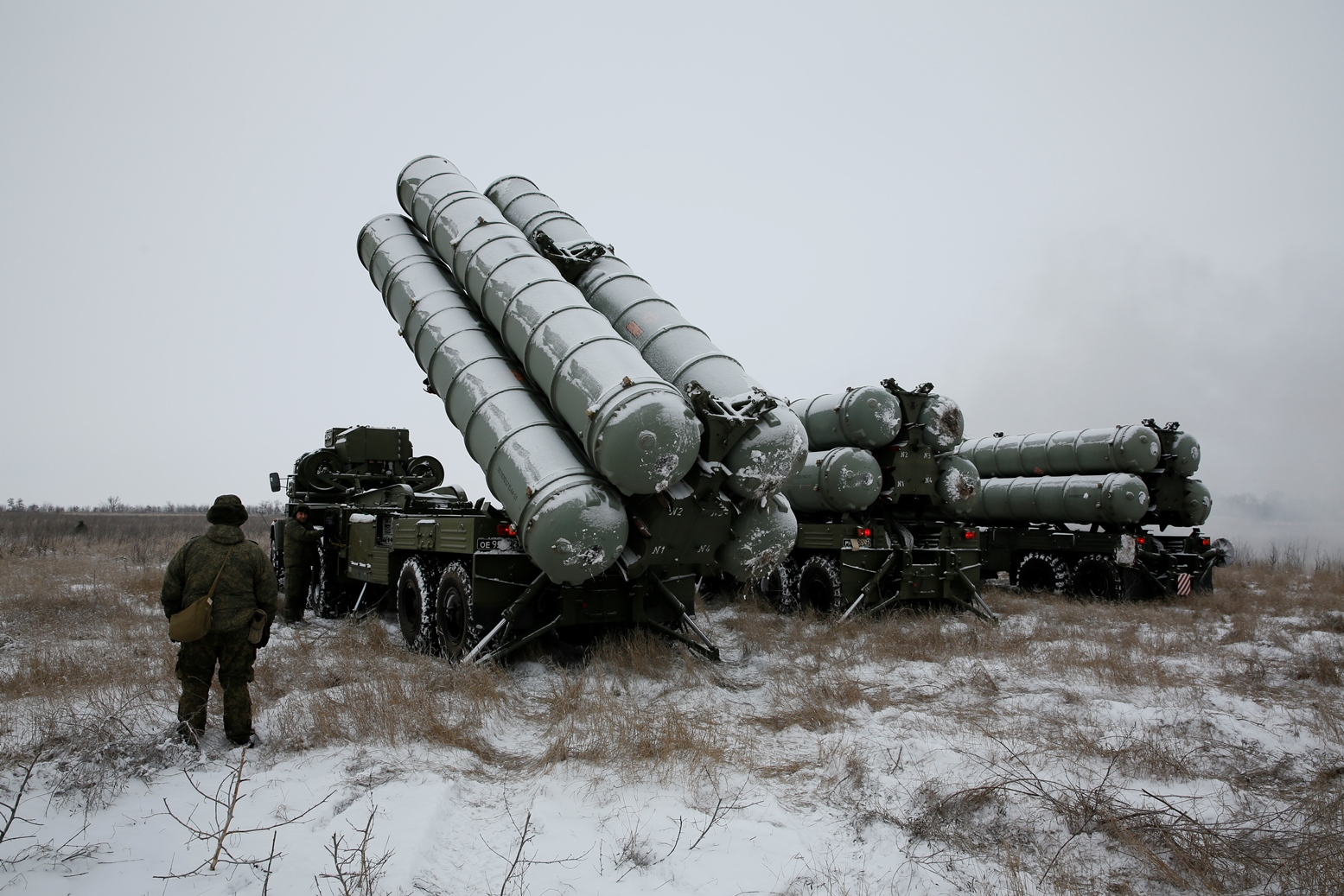
Aufrichten der Startbehälter einer russischen S-300PM-1

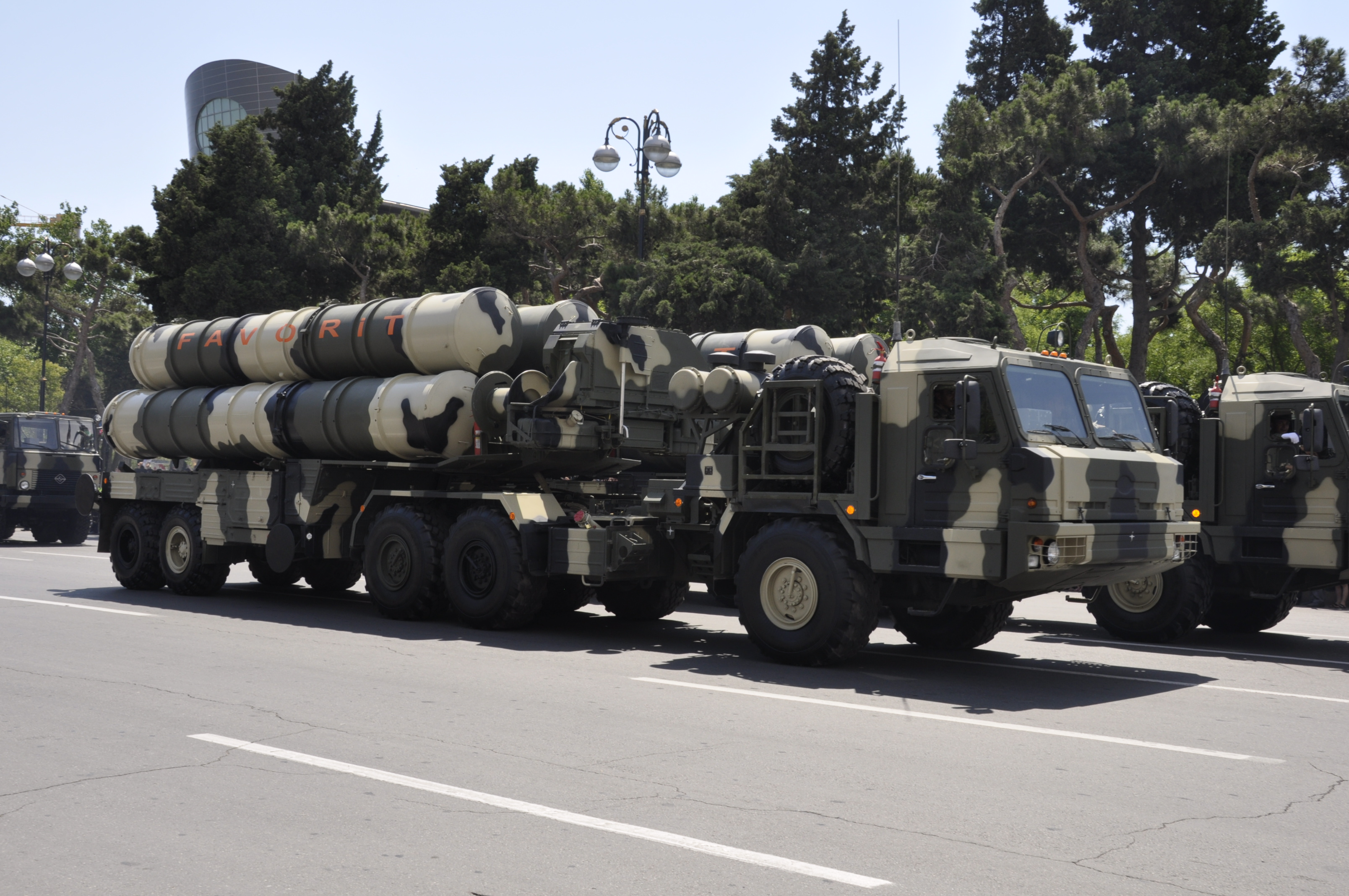
Aserbaidschanische S-300PMU-2-Startfahrzeuge (2013)

Die S-300PM wurde im Jahr 1989 als Zwischenlösung zur späteren S-300PM-1 eingeführt. Die S-300PM kann gleichzeitig 12 Lenkwaffen gegen sechs Ziele einsetzen. Die maximale Einsatzdistanz beträgt 92 km. Ebenso können ballistische Raketen mit einer maximalen Fluggeschwindigkeit von 2788 m/s auf eine maximale Distanz von 30 bis 40 km bekämpft werden. S-300PM verwendet Lenkwaffen vom Typ 5W55RD oder deren Exportversion 5W55RUD. Der Systemindex der russischen Streitkräfte lautet 35R6 und eine komplette Batterie wird mit 90Sch6 bezeichnet. Der NATO-Codename der S-300PM lautet SA-10C Grumble.

### S-300PM-1
Die S-300PM-1 ist eine tiefgreifend modernisierte Ausführung der S-300PS mit neuer Elektronik und dem 40U6-Zentralrechner sowie neuer Software. Der Lenkwaffenkomplex wurde 1992 eingeführt. Das 36N85-Feuerleitradar kann gleichzeitig 12 Lenkwaffen gegen sechs Ziele steuern. Die maximale Einsatzdistanz beträgt 150 km. Ebenso können ballistische Mittelstreckenraketen abgefangen werden. Diese können bis zu einer maximalen Fluggeschwindigkeit von 2788 m/s auf eine Distanz von 40 km bekämpft werden. Die Standard-Lenkwaffe ist der Typ 48N6. Der NATO-Codename der S-300PM-1 lautet SA-20A Gargoyle.

### S-300PM-2
Diese Ausführung wurde im Jahr 1995 vorgestellt. Sie ist eine modifizierte Ausführung der S-300PM-1, welche für die Bekämpfung von Ballistischen Mittelstreckenraketen optimiert wurde. Die S-300PM-2 kann gleichzeitig 12 Lenkwaffen gegen sechs Ziele einsetzen. Die maximale Einsatzdistanz beträgt 200 km. Mit der S-300PM-2 können ballistische Mittelstreckenraketen mit einer Maximalreichweite von 1000 km abgefangen werden. Diese können bis zu einer maximalen Fluggeschwindigkeit von 2800 m/s auf eine Distanz von 40 km bekämpft werden. Die Standard-Lenkwaffe ist der Typ 48N6D. Der Systemindex der russischen Streitkräfte lautet 35R6-2. Der NATO-Codename der S-300PM-2 lautet SA-20B Gargoyle.

### S-300PMU
Dies ist die Exportversion der S-300PS, welche seit 1985 in unterschiedlichen Ausführungen auf dem Exportmarkt angeboten werden.:60 Eine komplette Batterie trägt die Bezeichnung 90Sch6E. Die Standard-Lenkwaffe ist der Typ 5W55R.

### S-300PMU-1
Dies ist die Exportversion der S-300PM-1. Eine komplette Batterie trägt die Bezeichnung 90Sch6E1.

### S-300PMU-2 Favorit-S
Dies ist die Exportversion der S-300PM-2. Eine komplette Batterie trägt die Bezeichnung 90Sch6E2.

### S-300F Fort

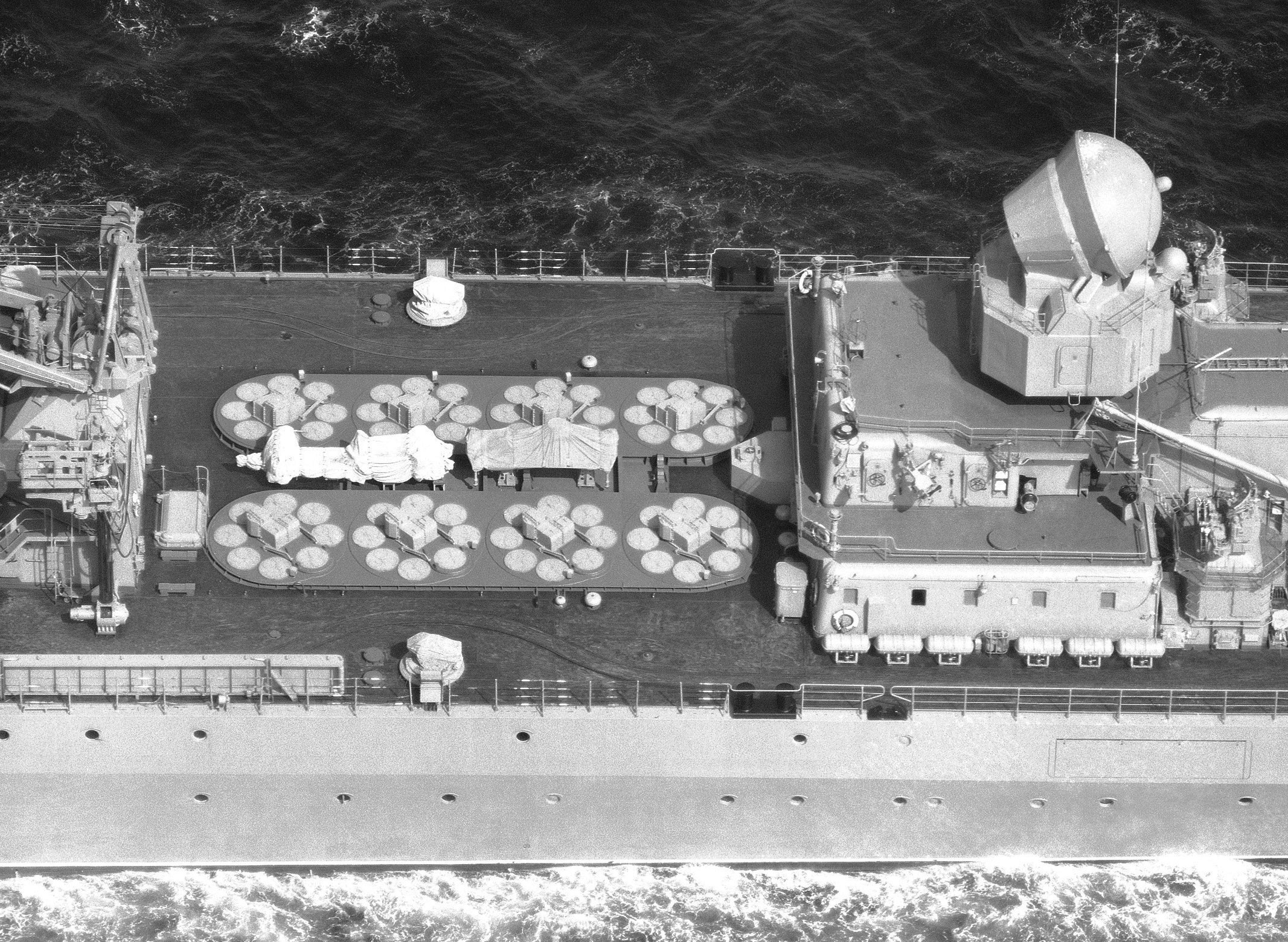
3S41-Senkrechtstartanlage und das 3R41-Radar für die S-300F auf der Marschall Ustinow

Die S-300F ist die Marine-Ausführung der S-300PS und kommt auf den Kreuzern des Projekt 1144 (Kirow-Klasse) und Projekt 1164 (Slawa-Klasse) zum Einsatz. Das 3R41-Feuerleitradar kann gleichzeitig 12 Lenkwaffen gegen sechs Ziele steuern. Die maximale Einsatzdistanz beträgt 75 km. Die Standard-Lenkwaffe ist der Typ 5W55RM. Der NATO-Codename der S-300F lautet SA-N-6 Grumble.

### S-300FM Fort-M
Die S-300FM ist die Marine-Ausführung der S-300PM-1 und auf dem Kreuzer Pjotr Weliki des Projekt 1144 (Kirow-Klasse) installiert. Das 30N6-Feuerleitradar kann gleichzeitig 12 Lenkwaffen gegen sechs Ziele steuern. Die maximale Einsatzdistanz beträgt 150 km. Zum Einsatz kommt der Lenkwaffentyp 48N6F. Der NATO-Codename der S-300FM lautet SA-N-20 Gargoyle.

### S-300F Rif
Dies ist die Exportversion der S-300F.

### S-300FM Rif-M
Dies ist die Exportversion der S-300FM.

### HQ-9
Weiterentwicklung der S-300PMU aus der Volksrepublik China. HQ-9 verwendet Lenkwaffen mit einer Reichweite von 125 km. Die Anti-Radar-Version hat die Bezeichnung FT-2000. Die Exportversion heißt FD-2000.

### HHQ-9
Die HHQ-9 ist die Marine-Ausführung der HQ-9. Die HHQ-9 kommt auf den Zerstören der Klasse Type 052B der Marine der Volksrepublik China zum Einsatz.

### Übersicht der S-300P-Systeme
Zusammensetzung der S-300-Systeme:61 ff
| System            | S-300PT            | S-300PS            | S-300PM                   | S-300PM-1                | S-300PM-2                |
| ----------------- | ------------------ | ------------------ | ------------------------- | ------------------------ | ------------------------ |
| NATO-Codename     | SA-10A Grumble     | SA-10B Grumble     | SA-10C Grumble            | SA-20A Gargoyle          | SA-20B Gargoyle          |
| Einführungsjahr   | 1979               | 1983               | 1989                      | 1992                     | 1997                     |
| Feuerleitradar    | 5N63 (Flap Lid-A)  | 5N63S (Flap Lid-B) | 30N6-1 (Tombstone)        | 30N6 / 36N85 (Tombstone) | 30N6 / 36N85 (Tombstone) |
| Feuerleitstand    | 5N83 / 5K56        | 5N83S / 5K56S      | 83M6 / 54K6               | 83M6 / 54K6              | 83M6 / 54K6              |
| Überwachungsradar | 5N64K (Big Bird-A) | 5N64S (Big Bird-B) | 64N6 (Big Bird-C)         | 64N6 (Big Bird-D)        | 64N6 (Big Bird-D)        |
| Tieffliegerradar  | 5N66 (Clam Shell)  | 5N66M (Clam Shell) | 76N6 / 76N6M (Clam Shell) | 76N6M (Clam Shell)       | 96L6 (Cheese Board)      |
| Lenkwaffenstarter | 5P851              | 5P85S + 5P85D      | 5P85T                     | 5P85T                    | 5P85T                    |
| Lenkwaffe         | 5W55K              | 5W55R              | 5W55RD                    | 48N6                     | 48N6D                    |
| Vernichtungszone  | 7–47 km            | 5–75 km            | 5–92 km                   | 5–150 km                 | 3–200 km                 |

## Kriegseinsätze

### Bergkarabachkonflikt 2020
Der erste Kriegseinsatz der S-300P erfolgte im Zuge des Krieges um Bergkarabach 2020. Dem Verteidigungsministerium Armeniens zufolge wurden in der Nacht vom 1. auf den 2. Oktober 2020 drei unbemannte Luftfahrzeuge über Jerewan durch S-300P-Systeme abgeschossen. Im Gegenzug vermeldete das Verteidigungsministerium Aserbaidschans die Zerstörung von mindestens drei armenischen S-300P-Systemen durch Bayraktar-TB2- und IAI-Harop-Drohnen. Weiter berichtete Aserbaidschan über den Abschuss von zwei armenischen Su-25-Frogfoot-Erdkampfflugzeugen durch eigene S-300PMU-2-Systeme.

### Russischer Überfall auf die Ukraine 2022

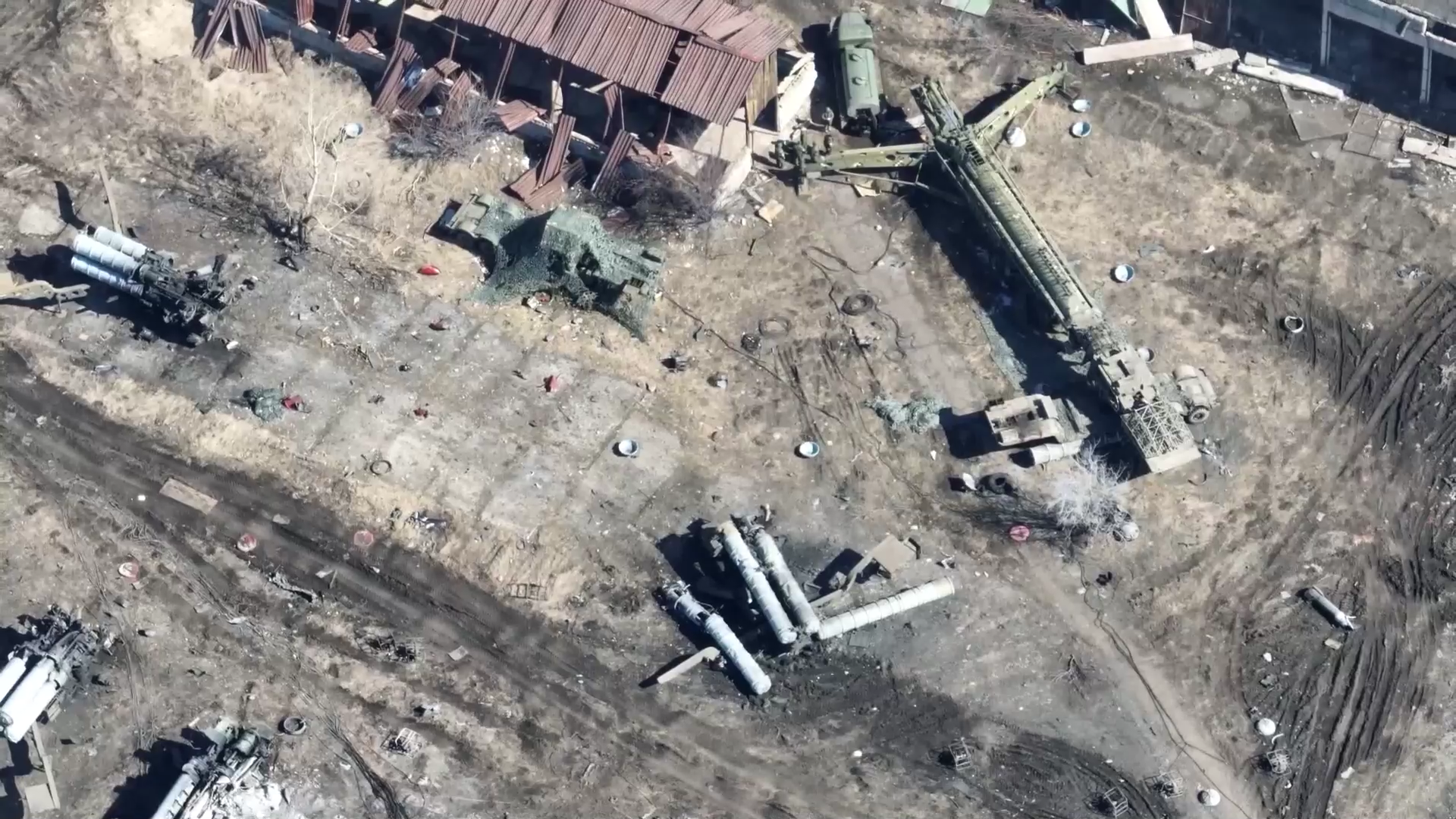
Zerstörte ukrainische S-300PT-Batterie in der Ukraine

Bei dem russischen Überfall auf die Ukraine 2022 werden von beiden Konfliktparteien S-300P-Systeme eingesetzt. Bei Kriegsausbruch bildeten die ukrainischen S-300P-Systeme zusammen mit den 9K37 Buk-Systemen die Hauptstütze der ukrainischen Luftverteidigung. Dabei setzten die ukrainischen Streitkräften die S-300P-Systeme zum Schutz von wichtiger ziviler und militärischer Infrastruktur ein. Gemäß Meldungen vom Verteidigungsministerium der Ukraine sei es den Ukrainischen Streitkräften in den ersten Kriegstagen gelungen, mit der S-300P mehrere russische Kampfflugzeuge der Typen Su-25-Frogfoot, Su-30-Flanker sowie Marschflugkörper abzuschießen. In den ersten Kriegsmonaten sollen monatlich rund 180 S-300P-Lenkwaffen gegen russische Flugziele gestartet worden sein. Gemäß dem International Institute for Strategic Studies wird der Einsatz ukrainischer S-300P-Systeme im weiteren Kriegsverlauf im Großen und Ganzen als erfolgreich gewertet. Spätestens ab Mitte 2023 haben sich die Bestände der ukrainischen S-300P-Raketen erschöpft. Anders als bei den westlichen Flugabwehrsystemen kann die Ukraine nicht auf den russischen Lieferanten zugreifen, um dieses Arsenal wieder aufzufüllen.
In den ersten Tagen des Konfliktes starteten die Streitkräfte Russlands eine größere Anzahl Kurzstreckenraketen und Marschflugkörper gegen die bekannten S-300P-Stellungen in der Ukraine. Dem Verteidigungsministerium der Russischen Föderation zufolge sollen dabei verschiedene S-300P-Systeme erfolgreich bekämpft worden sein. Eine Ende 2022 von der Slowakei an die Ukraine abgegebene S-300PMU-Batterie soll bereits vor ihrem Einsatz in einem Depot durch einen Raketenangriff zerstört worden sein. Bis Ende 2023 wurden OSINT-Quellen zufolge mindestens 14 S-300P-Feuerleitradars sowie mindestens 35 Lenkwaffenstarter durch die Russen zerstört. Weiter starteten die Streitkräfte Russlands bis Ende 2022 rund 1000 S-300P-Lenkwaffen gegen Bodenziele in der Ukraine.

### Bürgerkrieg in Syrien 2022
Am 13. Mai 2022 wurde mit einem von Russland betriebenen S-300PMU-2-System eine General Dynamics F-16I „Sufa“ der Israelischen Luftstreitkräfte über Syrien beschossen. Treffer wurden keine erzielt.

### Iran
Laut israelischen Angaben wurden alle iranischen S-300PMU-2 bei zwei Luftangriffen im Oktober 2024 zerstört.

## Nutzerstaaten
Aktuelle Nutzer
- Algerien – Per Januar 2022 befinden sich 32 S-300PMU-2 (3 Batterien), die zwischen 2008 und 2011 mit 300 48N6E2-Lenkwaffen ausgeliefert wurden, im Dienst.[48][49]:334
- Armenien – Per Januar 2022 befinden sich 2 Batterien S-300PS und eine unbekannte Anzahl S-300PM aus russischen Beständen im Dienst.[48][49]:182
- Aserbaidschan – Per Januar 2022 befinden sich 2 Batterien S-300PMU-2, die mit 200 48N6E2-Lenkwaffen im Jahr 2011 geliefert wurden.[48][49]:184
- Belarus – Per Januar 2022 befinden sich 32 S-300PS (1 Brigade) aus russischen Beständen im Dienst.[49]:179
- Bulgarien – Per Januar 2022 befindet sich 8 S-300P im Dienst.[49]:92

- Griechenland – Per Januar 2022 befinden sich 12 S-300PMU-1 (2 Batterien) im Dienst, die in den 1990er Jahren aufgrund des Druckes der Türkei auf Zypern an Griechenland abgegeben wurden.[49]:114[50]
- Iran – Per Januar 2022 befanden sich 32 S-300PMU-2 im Dienst, die erstmals bei dem Militärmanöver Damvand im Jahr 2017 getestet wurden.[49]:344[51]
- Kasachstan – Per Januar 2022 befinden sich 40 S-300PS (10 Batterien) aus russischen Beständen im Dienst.[49]:189

- Russland
Weltraumtruppen – Per Januar 2022 befinden sich 90 S-300PM-1/-2 im Dienst.[49]:194
Marineinfanterie – Per Januar 2022 befinden sich 40 S-300PS und 56 S-300PM-1 im Dienst.[49]:199
Luftstreitkräfte – Per Januar 2022 befinden sich 160 S-300PS sowie 150 S-300PM-1 und S-300PM-2 Startfahrzeuge im Dienst.[49]:201
- Syrien – Per Januar 2022 befinden sich 24 S-300PMU-2 (3 Batterien) im Dienst. Nachdem Russland im Oktober 2019 aus eigenen Beständen S-300PM und S-300PM-2 geliefert hatte, wurden diese Systeme in Syrien bis im November 2018 auf den Stand der Ausführung S-300PMU-2 umgerüstet.[49]:371[52]
- Ukraine – Per Januar 2022 befinden sich 250 S-300PS und S-300PT im Dienst.[49]:213
- Vietnam – Per Januar 2022 befinden sich 12 S-300PMU-1 im Dienst.[49]:317
- Volksrepublik China – Per Januar 2022 befinden sich 32 S-300PMU, 64 S-300PMU-1 und 120 S-300PMU-2 im Dienst.[48][49]:261

Ehemalige Nutzer
- Estland – 2 Batterien S-300PMU. Im Jahr 2011 außer Dienst gestellt.[8]
- Deutsche Demokratische Republik – Nach der Einführung der S-300PMU in die NVA im Jahr 1989, wurden diese vor der Wiedervereinigung an die Sowjetunion zurückgegeben.[53]
- Kroatien – Im Jahr 2018 außer Dienst gestellt[54]:95
- Lettland – 5 Batterien S-300PMU. Im Jahr 2011 außer Dienst gestellt.[8]

- Litauen – 1 Batterie S-300PMU. Im Jahr 2011 außer Dienst gestellt.[8]
- Moldau – 1 Batterie S-300PMU Im Jahr 2011 außer Dienst gestellt.[8]
- Slowakei – 1 Batterie S-300PMU. Wurde Ende 2022 an die Ukraine abgegeben.[42][55]